# Kurs Oficerów Broni w Cazeaux
Kurs Oficerów Broni w Cazeaux – francuska uczelnia wojskowa, w której kształcili się również oficerowie lotnictwa wojskowego II RP.
Siedziba kursu mieściła się w Cazeaux w południowej Francji, nieopodal granicy z Hiszpanią.
Kurs strzelania i taktyki walk powietrznych w 1918 odbył m.in. inż. Stefan Pawlikowski, późniejszy oficer lotnik Wojska Polskiego